# Robert Koren
Robert Koren, (nascut el 20 de setembre de 1980) és un futbolista eslovè, que juga com a centrecampista i és el capità de l'equip nacional d'Eslovènia.

## Trajectòria

### Inicis de la seva carrera
Koren va jugar a Publikum, Dravograd i Radlje al seu país d'origen, abans de ser transferit al Lillestrøm noruec el 2004.

### Lillestrøm
Es va convertir en un dels jugadors més valorats de la Lliga Premier de Noruega, i va ser considerat millor estranger de la competició. Koren va ser el creador de joc del Lillestrøm, i sovint ha estat comparat amb el seu antic ídol Zlatko Zahovič. Durant la seva estada a Noruega se'l va vincular als clubs anglesos Leeds United i Manchester City.

### West Bromwich Albion
El 4 de gener de 2007, Koren va signar pel club anglès West Bromwich Albion, amb un contracte de 18 mesos amb opció a un any més a favor del club. Va fer el seu debut dos dies més tard com a suplent en la victòria dels Baggies per 3-1 sobre el Leeds United a la tercera ronda de la FA Cup. Koren va marcar el seu primer gol per al club en la victòria 7-0 a casa contra el Barnsley, el 6 de maig de 2007, l'últim dia de la temporada de lliga. La victòria va assegurar el lloc al West Bromwich en els playoffs del Campionat. Koren, titular en els tres partits de play-off contra el Wolwerhampton en les dues semifinals, però va perdre 1-0 davant el Derby County a la final de Wembley.
El juliol de 2007 Koren va patir un estrany accident en l'entrenament quan una pilota li va colpejar a l'ull, causant-li una hemorràgia interna i la pèrdua temporal de la visió. Encara que va tenir una recuperació completa, més tard va admetre que havia temut per la seva vista. Es va perdre l'inici de la temporada 2007-08, però va tornar al costat de l'equip al final d'agost com a suplent al partit de la Copa de la Lliga contra el Peterborough. A mitjans de setembre es va signar un nou contracte de dos anys en l'Albion, amb opció a un any més a favor del club. Koren va marcar els dos gols en la derrota 3-2 a Southampton l'octubre de 2007, i aquests gols li van valer un lloc en el Campionat de la Setmana. Koren va marcar el seu primer gol a la Premier league el 17 de gener de 2009 i va ser nomenat millor jugador del partit en la victòria damunt el Middlesbrough en vèncer 3-0.
La temporada 2008/09 de la Premier League, Koren va demostrar la seva fiabilitat i consistència, ja que va ser jugador de camp del West Bromwich que més partits va jugar, només apareixen menys vegades que el porter Scott Carson.
El 17 de maig de 2010, Koren va ser alliberat pel West Bromwich Albion després que el club va decidir no ampliar el seu contracte.

### Trajectòria internacional
Koren ha estat internacional 44 vegades per Eslovènia, marcant nou gols (inclòs un hat-trick de penals en un partit contra Luxemburg l'agost de 2007), i va jugar 12 partits per al seu equip sub-21. Va ser nomenat com a capità del seu país abans de la qualificació per a la Copa del Món 2010.
El 13 de juny de 2010 Koren va marcar probablement el gol més important de la seva trajectòria com a futbolista en la victòria d'Eslovènia per 1-0 contra Algèria en el debut del combinat adriàtic al Mundial 2010. A més, es tracta del gol número 200 en la història de la selecció eslovena.

### Gols com a international
| # | Data       | Estadi                          | Oponent              | Marcador | Resultat | Competició                          |
| - | ---------- | ------------------------------- | -------------------- | -------- | -------- | ----------------------------------- |
| 1 | 2006-10-07 | Arena Petrol, Eslovènia         | Luxemburg            | 2–0      | 2–0      | Classificació per a l'Eurocopa 2008 |
| 2 | 2008-11-19 | Estadi Ljudski vrt, Eslovènia   | Bòsnia i Hercegovina | 1–2      | 3–4      | Amistós                             |
| 3 | 2009-08-12 | Estadi Ljudski vrt, Eslovènia   | San Marino           | 1–0      | 5–0      | Mundial 2010 (Clas.)                |
| 4 | 2009-08-12 | Estadi Ljudski vrt, Eslovènia   | San Marino           | 4–0      | 5–0      | Mundial 2010 (Clas.)                |
| 5 | 2010-06-13 | Estadi Peter Mokaba, Sud-àfrica | Algèria              | 1–0      | 1–0      | Mundial 2010                        |